# Empoasca onukii
Empoasca onukii är en insektsart som beskrevs av Ryuichi Matsuda 1952. Empoasca onukii ingår i släktet Empoasca och familjen dvärgstritar. Inga underarter finns listade i Catalogue of Life.